# Paradise, Nevada
Paradise är ett kommunfritt område och Census-designated place i Clark County, Nevada, som gränsar till, och är sammanbyggt med, staden Las Vegas i Nevada, USA. Paradise bildades 8 december 1950 och var vid Folkräkningen 2020 Nevadas 8:e största stad.
Inom området finns bland annat Harry Reid International Airport, University of Nevada, Las Vegas och det mesta av Las Vegas Strip. Många av Las Vegas attraktioner ligger i verkligheten i Paradise.